# Sam Spruell
Sam Spruell (* 1. Januar 1977 in London, England) ist ein britischer Schauspieler.

## Leben und Werdegang
Spruell wurde im südöstlichen London geboren, wo er auch aufwuchs. Als Teenager sammelte er erste schauspielerische Erfahrungen im Londoner National Youth Theatre. Über seinen Agenten erhielt er erste Nebenrollen, unter anderem im Actionfilm K-19 – Showdown in der Tiefe. Ab Anfang der 2000er Jahre war er in einer Vielzahl kleinerer Nebenrollen zu sehen. 2003 trat er in der Fernsehserie P.O.W. auf. Einem größeren Publikum wurde er 2012 durch den Fantasyfilm Snow White and the Huntsman bekannt, in dem er den Halbbruder Finn der von Charlize Theron dargestellten bösen Königin Ravenna spielte.
Er lebt im Londoner Stadtbezirk Hackney.

## Filmografie (Auswahl)
- 2002: K-19 – Showdown in der Tiefe (K-19: The Widowmaker)
- 2003: To Kill a King
- 2003: P.O.W. (Fernsehserie, sechs Folgen)
- 2004: Everything in This Country Must
- 2006: London to Brighton
- 2006: Venus
- 2006: Silent Witness (Fernsehserie, Folge 10x10)
- 2007: Tick Tock Lullaby
- 2007: Cherries
- 2007: Elizabeth – Das goldene Königreich (Elizabeth: The Golden Age)
- 2008: City of Vice (Fernsehserie, vier Folgen)
- 2008: Tödliches Kommando – The Hurt Locker (The Hurt Locker)
- 2008: Defiance – Für meine Brüder, die niemals aufgaben (Defiance)
- 2009: Father
- 2009: Another Thing
- 2010: Sex & Drugs & Rock & Roll
- 2011: Hello Carter
- 2011: The Runaway (Fernsehserie, fünf Folgen)
- 2011: Six Degrees
- 2012: Snow White and the Huntsman
- 2013: Company of Heroes
- 2013: Mayday (Miniserie)
- 2013: Mauern der Gewalt (Starred Up)
- 2014–2015: The Last Ship (Fernsehserie, elf Folgen)
- 2014: The Voices
- 2014: 96 Hours – Taken 3 (Taken 3)
- 2015: Kind 44 (Child 44)
- 2015: Legend
- 2015: The Bastard Executioner (Fernsehserie, zehn Folgen)
- 2017: Sand Castle
- 2017: Valerian – Die Stadt der tausend Planeten (Valerian and The City of A Thousand Planets)
- 2018: Outlaw King
- 2019: The Informer
- 2020: Mangrove
- 2020: The North Water (Fernsehserie, 4 Folgen)
- 2021: Locked Down
- 2021: Doctor Who (Fernsehserie, 6 Folgen)
- 2022: Scale (Kurzfilm)
- 2023: Colonos (Los Colonos)
- 2023–2024: Fargo (Fernsehserie, 10 Folgen)
- 2025: The Thing with Feathers